# 張建銘
張 建銘（ジャン・ジェンミン、1980年7月27日 - ）は、台湾（中華民国）の花蓮県出身の元プロ野球選手（外野手）。左投げ左打ち。

## 経歴

### プロ入り前
1999年11月に開催された第14回IBAFインターコンチネンタルカップのチャイニーズタイペイ代表に選出された。
2001年3月に開催された第21回アジア野球選手権大会のチャイニーズタイペイ代表に選出された。第9回ワールドポート・トーナメントのチャイニーズタイペイ代表にも選出された。
2002年7月に開催された第21回ハーレムベースボールウィークのチャイニーズタイペイ代表に選出された。8月に開催された第1回世界大学野球選手権大会のチャイニーズタイペイ代表に選出された。11月に開催された第15回IBAFインターコンチネンタルカップのチャイニーズタイペイ代表に選出された。

### プロ入り後
台北市立体育学院を卒業後、2004年に中華職業棒球大聯盟の興農ブルズ（後の富邦ガーディアンズ）に入団。
2006年開幕前の3月に開催された2006 ワールド・ベースボール・クラシック(WBC)のチャイニーズタイペイ代表に選出された。11月には広島アジア競技大会と第16回IBAFインターコンチネンタルカップのチャイニーズタイペイ代表に選出された。
2007年11月から12月に開催された第24回アジア野球選手権大会のチャイニーズタイペイ代表に選出された。
2008年3月に北京オリンピック野球競技世界最終予選のチャイニーズタイペイ代表に選出された。8月に開催された北京オリンピックの野球チャイニーズタイペイ代表に選出された。
2012年9月21日に第3回WBC予選のチャイニーズタイペイ代表に選出された。11月には第3回WBC予選前にキューバ代表との国際親善試合であるサンダーシリーズのチャイニーズタイペイ代表に選出されている。
2013年開幕前の1月14日に第3回WBC本戦のチャイニーズタイペイ代表に選出された。
2015年9月30日に第1回WBSCプレミア12のチャイニーズタイペイ代表に選出された。
2016年開幕前の1月29日に「侍ジャパン強化試合 日本 vs チャイニーズタイペイ」のチャイニーズタイペイ代表27名に選出された。

## プレースタイル
台湾を代表する強肩、巧打の右翼手。興農ブルズ時代ではチームで主に1番打者を務め、義大ライノズ時代では主に2番打者を務めた。初球から打ちにいくタイプで、球界随一の強肩を誇った外野手。

## 詳細情報

### 年度別打撃成績
| 年 度      | 球 団          | 試 合 | 打 席 | 打 数 | 得 点 | 安 打 | 二 塁 打 | 三 塁 打 | 本 塁 打 | 塁 打 | 打 点 | 盗 塁 | 盗 塁 死 | 犠 打 | 犠 飛 | 四 球 | 敬 遠 | 死 球 | 三 振 | 併 殺 打 | 打 率 | 出 塁 率 | 長 打 率 | O P S |
| ---------- | -------------- | ----- | ----- | ----- | ----- | ----- | -------- | -------- | -------- | ----- | ----- | ----- | -------- | ----- | ----- | ----- | ----- | ----- | ----- | -------- | ----- | -------- | -------- | ----- |
| 2004       | 興農 義大 富邦 | 34    | 149   | 134   | 24    | 39    | 7        | 0        | 1        | 49    | 13    | 3     | 3        | 4     | 2     | 7     | 1     | 2     | 25    | 2        | .291  | .331     | .366     | .697  |
| 2005       | 興農 義大 富邦 | 98    | 429   | 396   | 58    | 112   | 16       | 5        | 2        | 144   | 38    | 21    | 7        | 7     | 1     | 18    | 0     | 7     | 53    | 6        | .283  | .325     | .364     | .688  |
| 2006       | 興農 義大 富邦 | 79    | 341   | 310   | 48    | 88    | 13       | 3        | 2        | 113   | 20    | 3     | 3        | 7     | 0     | 17    | 0     | 7     | 39    | 1        | .284  | .335     | .365     | .700  |
| 2007       | 興農 義大 富邦 | 21    | 75    | 67    | 10    | 23    | 6        | 2        | 2        | 39    | 11    | 0     | 0        | 3     | 0     | 4     | 0     | 1     | 14    | 2        | .343  | .389     | .582     | .971  |
| 2008       | 興農 義大 富邦 | 87    | 367   | 333   | 53    | 87    | 7        | 3        | 2        | 106   | 24    | 7     | 7        | 2     | 2     | 18    | 2     | 12    | 45    | 8        | .261  | .321     | .318     | .639  |
| 2009       | 興農 義大 富邦 | 112   | 500   | 451   | 75    | 148   | 25       | 7        | 5        | 202   | 59    | 9     | 4        | 5     | 2     | 36    | 4     | 6     | 55    | 10       | .328  | .384     | .448     | .832  |
| 2010       | 興農 義大 富邦 | 105   | 469   | 431   | 55    | 124   | 13       | 3        | 0        | 143   | 38    | 3     | 7        | 9     | 2     | 20    | 2     | 7     | 44    | 2        | .288  | .328     | .332     | .660  |
| 2011       | 興農 義大 富邦 | 115   | 487   | 439   | 62    | 142   | 23       | 4        | 1        | 176   | 55    | 2     | 1        | 4     | 5     | 26    | 2     | 13    | 52    | 14       | .323  | .375     | .401     | .776  |
| 2012       | 興農 義大 富邦 | 87    | 331   | 299   | 37    | 100   | 20       | 2        | 7        | 145   | 51    | 0     | 1        | 2     | 3     | 19    | 1     | 8     | 47    | 13       | .334  | .386     | .485     | .871  |
| 2013       | 興農 義大 富邦 | 100   | 436   | 401   | 49    | 112   | 22       | 3        | 2        | 146   | 55    | 2     | 3        | 1     | 6     | 23    | 2     | 5     | 59    | 3        | .279  | .322     | .364     | .686  |
| 2014       | 興農 義大 富邦 | 112   | 484   | 448   | 58    | 134   | 16       | 1        | 1        | 155   | 44    | 3     | 3        | 3     | 6     | 24    | 0     | 3     | 46    | 11       | .299  | .335     | .346     | .681  |
| 2015       | 興農 義大 富邦 | 114   | 499   | 453   | 89    | 155   | 25       | 3        | 11       | 219   | 74    | 4     | 1        | 3     | 5     | 33    | 1     | 5     | 64    | 14       | .342  | .389     | .483     | .872  |
| 2016       | 興農 義大 富邦 | 58    | 235   | 217   | 31    | 60    | 15       | 3        | 3        | 90    | 26    | 0     | 0        | 5     | 0     | 9     | 1     | 3     | 42    | 5        | .277  | .317     | .415     | .732  |
| 2017       | 興農 義大 富邦 | 84    | 286   | 262   | 29    | 76    | 13       | 1        | 4        | 103   | 25    | 0     | 0        | 2     | 2     | 18    | 1     | 2     | 50    | 7        | .290  | .338     | .393     | .731  |
| 2018       | 興農 義大 富邦 | 8     | 16    | 13    | 0     | 1     | 0        | 0        | 0        | 1     | 0     | 0     | 0        | 0     | 0     | 1     | 0     | 2     | 6     | 0        | .077  | .250     | .077     | .327  |
| 通算：15年 | 通算：15年     | 1214  | 5104  | 4654  | 678   | 1401  | 221      | 40       | 43       | 1831  | 533   | 57    | 40       | 57    | 36    | 274   | 17    | 83    | 641   | 98       | .301  | .348     | .393     | .742  |

- 興農（興農ブルズ）は、2013年に義大（義大ライノズ）に球団名を変更

### 表彰
- ベストナイン：4回 （2005年、2009年、2013年、2015年）
- ゴールデングラブ賞：5回 （2006年、2009年、2010年、2013年、2014年）
- 台湾シリーズ優秀選手：1回 （2010年）

### 記録
初記録
- 初出場・初先発出場：2004年09月01日、対La Newベアーズ16回戦（台中野球場）、6番・右翼手で先発出場
- 初打席：同上、2回裏に萊特の前に凡退
- 初安打：同上、3回裏に許文雄から中前安打
- 初本塁打：2004年10月14日、対中信ホエールズ20回戦（台中野球場）、1回表に小吉龍から右越ソロ
- 初盗塁：2004年9月11日、対中信ホエールズ17回戦（台中野球場）、9回表に二盗（投手：曾兆豪、捕手： 王信民）

その他の記録
- オールスターゲーム出場：10回（2005年 - 2006年、2008年 - 2015年）

### 背番号
- 66 （2004年 - ）

### 代表歴
- 1999 IBAFインターコンチネンタルカップ チャイニーズタイペイ代表
- 2001年アジア野球選手権大会チャイニーズタイペイ代表
- 2001 ワールドポート・トーナメント チャイニーズタイペイ代表
- 2002 ハーレムベースボールウィーク チャイニーズタイペイ代表
- 2002年世界大学野球選手権大会チャイニーズタイペイ代表
- 2002 IBAFインターコンチネンタルカップ チャイニーズタイペイ代表
- 2006 ワールド・ベースボール・クラシック・チャイニーズタイペイ代表
- 2006年アジア競技大会野球チャイニーズタイペイ代表
- 2006 IBAFインターコンチネンタルカップ チャイニーズタイペイ代表
- 2007年アジア野球選手権大会チャイニーズタイペイ代表
- 北京オリンピック野球競技世界最終予選チャイニーズタイペイ代表
- 北京オリンピック野球チャイニーズタイペイ代表
- 2013 ワールド・ベースボール・クラシック予選 チャイニーズタイペイ代表
- 2013 ワールド・ベースボール・クラシック・チャイニーズタイペイ代表
- 2015 WBSCプレミア12 チャイニーズタイペイ代表